# 同安之屠
同安之屠是指清顺治五年（南明永历二年、监国鲁三年）八月十六（1648年10月2日），清朝靖南将军陈泰、浙闽总督陈锦、福建提督赵国祚在福建省泉州府同安县（今福建省廈門市同安區）进行的一次屠城事件。
根据《郑成功档案史料选集》等记载，1648年四月李成栋二度反正后，闽南地区复归南明旗下，但闽系将领多为排斥。同年七月，清军进攻同安，郑成功援军因风向不利受阻。同安城破后，守城将士悉数杀身成仁，清军屠城，约五万人被杀。